# Els Arenys
Els Arenys és un nucli de població del municipi del Pont de Bar, a l'Alt Urgell. Es troba a prop de la confluència del torrent de Barguja amb el Segre, actualment només té 9 habitants. A la caseria dels Arenys també s'hi pot trobar el mas i els prats dels Arenys. També a prop del riu Segre, més al nord hi ha l'inici de l'antic camí d'Aristot, que duu fins a Ardaix.